# سیارک ۱۱۵۲
سیارک ۱۱۵۲ (به انگلیسی: 1152 Pawona، نامگذاری:1930AD) هزار و صد و پنجاه و دومین سیارک کشف شده‌است که در ۸ ژانویه ۱۹۳۰ و در هایدلبرگ کشف شد.
قدر مطلق سیارک برابر ۱۱٫۳۰ است.